# ٶ
Wāw hamza élevée, ‹ ٴو › ou ‹ ٶ ›, est une lettre additionnelle de l’alphabet arabe qui est utilisée dans l’écriture du kazakh. Elle est composée d’un wāw ‹ و › diacrité d’une hamza élevée, à ne pas confondre avec le wāw hamza suscrit ‹ ؤ ›.

## Utilisation
En kazakh écrit avec l’alphabet arabe, le wāw hamza élevée est utilisé en début de mot. La hamza élevée préfixé à un mot indique que celui-ci a des voyelles antérieures.

## Représentations informatiques
Le wāw hamza élevée peut être représenté avec les caractères Unicodes suivants :
| forme      | représentation | chaîne de caractères | point de code | description                                | notes                                                                                                |
| ---------- | -------------- | -------------------- | ------------- | ------------------------------------------ | --- |
| précomposé | ٶ              | ٶ                    | U+0676        | lettre arabe hamza élevée waw              | Cette forme est déconseillée, sa décomposition de compatibilité est dans un ordre erronée 0648 0674. |
| décomposé  | ٴو             | ٴو                   | U+0674 U+0648 | lettre arabe hamza élevée lettre arabe waw | |